# Bicellariella cookae
Bicellariella cookae is een mosdiertjessoort uit de familie van de Bugulidae. De wetenschappelijke naam van de soort is voor het eerst geldig gepubliceerd in 1974 door Rao & Ganapati.